# Carsten Dieckmann
Carsten Dieckmann (* 6. Dezember 1976) ist ein deutscher Journalist und Fernsehmoderator.

## Leben
Dieckmann wuchs in Kaarst-Vorst auf. Nach seinem Abitur am Georg-Büchner-Gymnasium der Stadt Kaarst und dem Zivildienst in der Evangelischen Kirchengemeinde Holzbüttgen nahm er 1997 ein Studium der Kommunikations- und Medienwissenschaften an der Universität Leipzig auf. Während seines Studiums war er als Moderator und Redakteur bei mephisto 97.6 tätig, von 2002 bis 2003 moderierte er das regionale ARD-Vorabendprogramm MDR vor acht im Ersten für den Mitteldeutschen Rundfunk. Bei der IFA 2003 beteiligte er sich an der Organisation, inhaltlichen Vorbereitung und Moderation des Talk-Formats im IFA-Radio und des Magazins IFA night. 2004 bis 2005 arbeitete er für die Wirtschaftsinitiative für Mitteldeutschland im Bereich der Presse- und Öffentlichkeitsarbeit.
Nachdem er 2004 sein Studium abgeschlossen hatte, absolvierte Dieckmann in den Jahren 2005/06 ein journalistisches Volontariat beim Mitteldeutschen Rundfunk. In der Folge wurde er Reporter, Redakteur und Nachrichtensprecher für die Redaktion von MDR aktuell in Leipzig. Für das Landesfunkhaus Sachsen-Anhalt in Magdeburg war er für Hörfunk und Fernsehen tätig, unter anderem für Sachsen-Anhalt heute. Er engagiert sich als Nachrichten- und Sprechtrainer bei den Sächsischen Ausbildungs- und Erprobungskanälen, beim Freundeskreis mephisto 97.6, am Institut für Kommunikations- und Medienwissenschaft der Universität Leipzig und im Mitteldeutschen Rundfunk.
Seit 2014 arbeitet Dieckmann hauptsächlich für MDR aktuell und seitdem auch für ARD-aktuell. Von 2013 bis 2017 war er stellvertretender Vorsitzender des MDR-Freienrats und hat sich als Freier Mitarbeiter im Auftrag des Deutschen Journalisten-Verbandes Sachsen in Tarifverhandlungen engagiert. Seit 2024 ist er fester Mitarbeiter des Mitteldeutschen Rundfunks und fungiert als Chef vom Dienst bei MDR aktuell.